# Pollicipedidae
Famille
les Pollicipedidae forment une famille de crustacés cirripèdes, communément appelés « pouce-pieds ».

## Liste des genres
Selon World Register of Marine Species (23 février 2016) :
- genre Capitulum Gray, 1825 -- 1 espèce
- genre Pollicipes Leach, 1817 -- 4 espèces

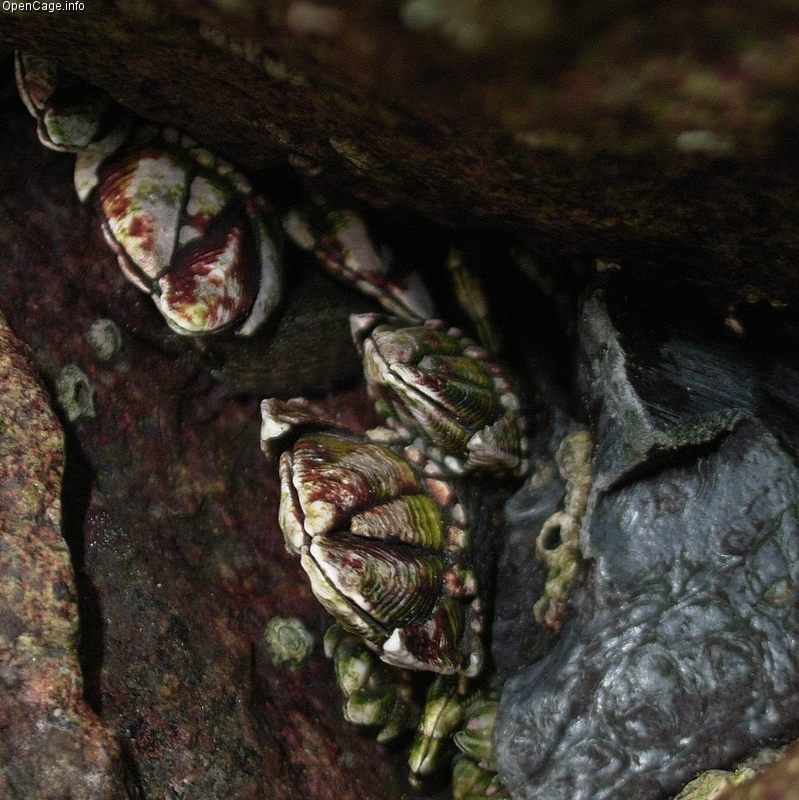
Capitulum mitella
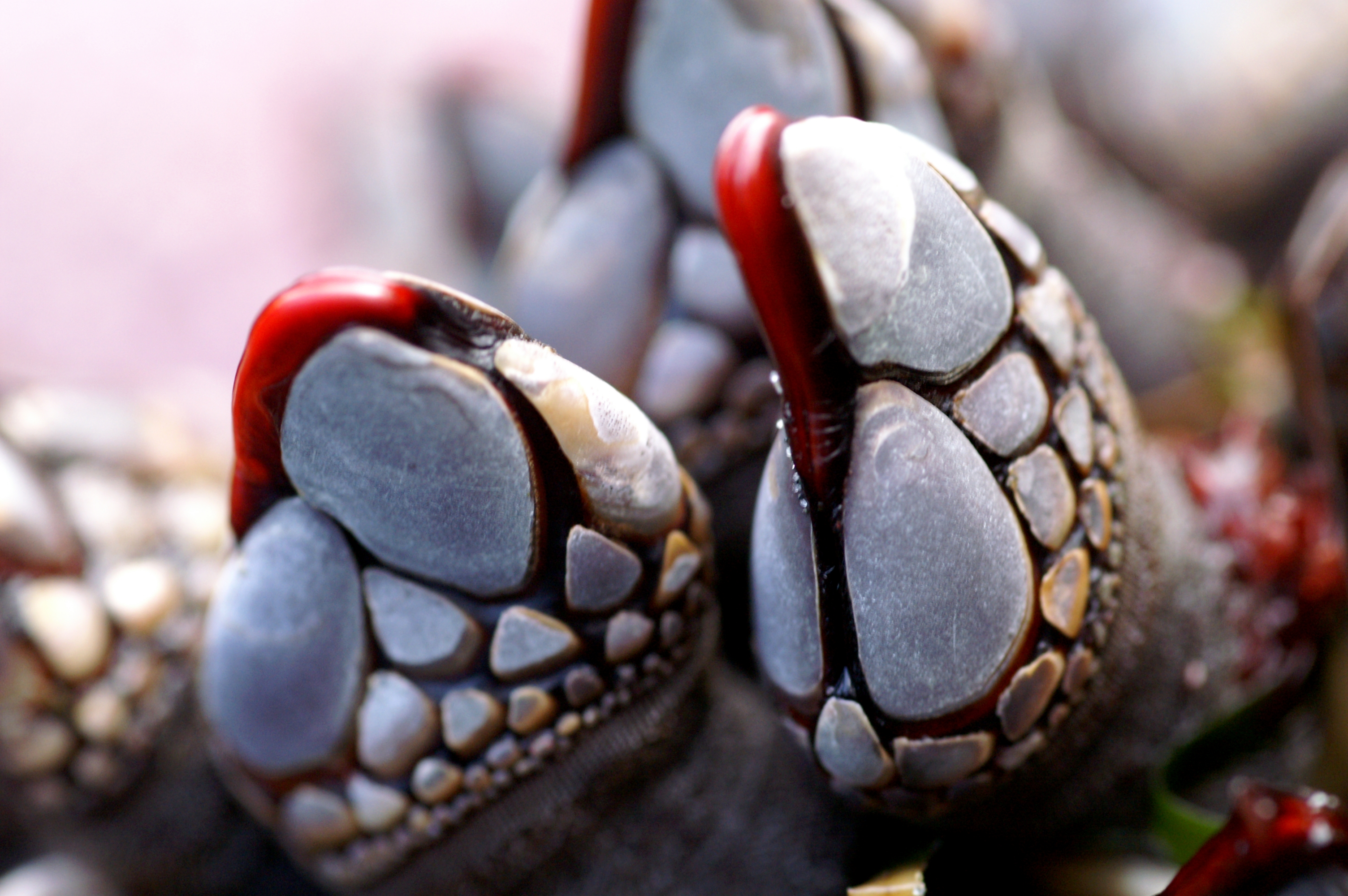
Pollicipes polymerus
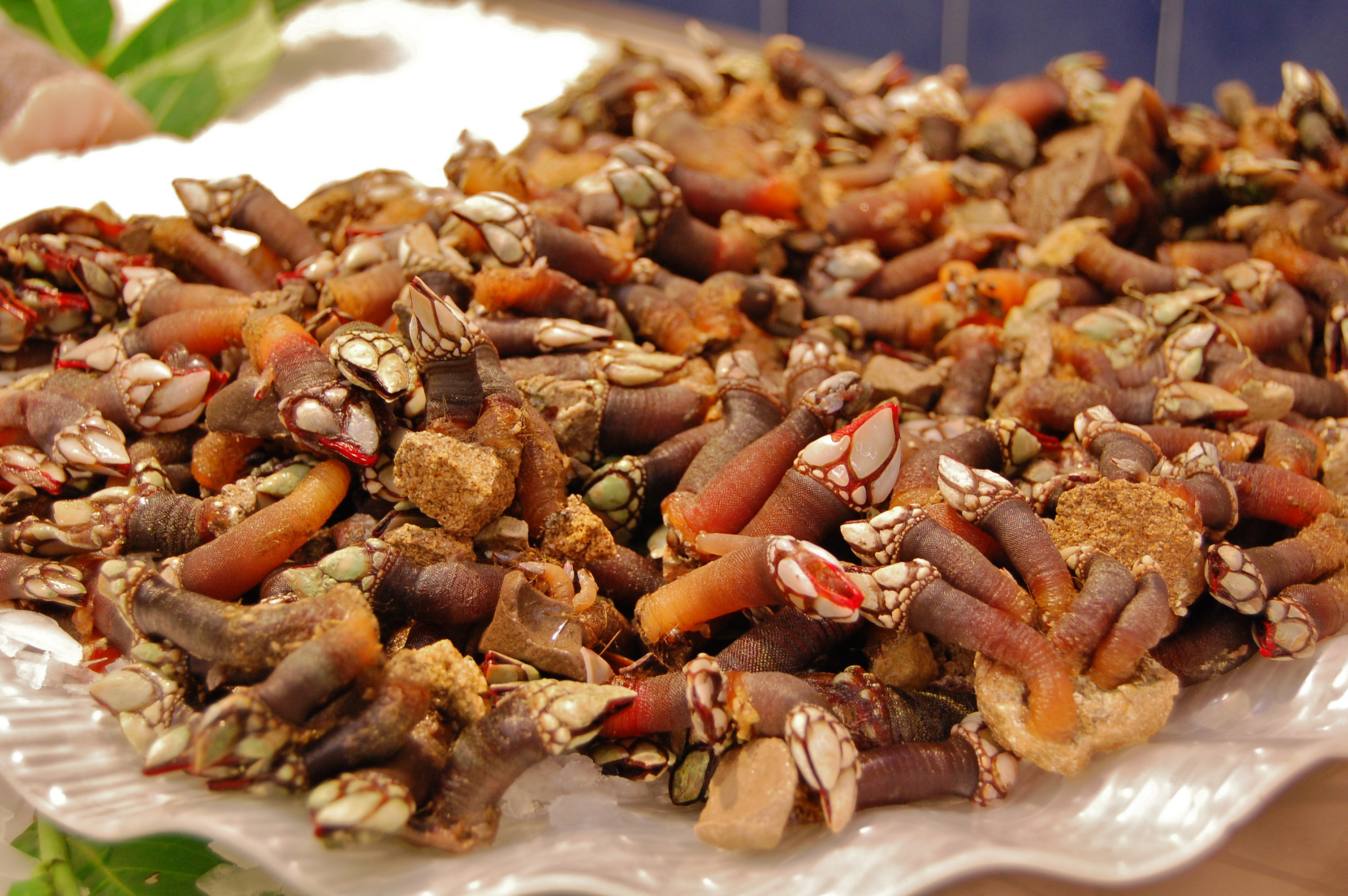
Pollicipes pollicipes sur un étal de poissonnier